# Università Aristotele di Salonicco
L'Università Aristotele di Salonicco (in greco Αριστοτέλειο Πανεπιστήμιο της Θεσσαλονίκης?) è una delle più importanti istituzioni accademiche della Grecia e di Salonicco (l'altra grande università presente in questa città è l'Università della Macedonia). Fondata nel 1925, oggi è la più grande università del Paese. Conta circa 70.000 studenti e deve il suo nome al filosofo greco Aristotele.
L'università si erge sul sito dell'antico cimitero giudaico di Salonicco, nel cuore della città; il suo campus ha una superficie di 230.000 m².

## Facoltà e corsi

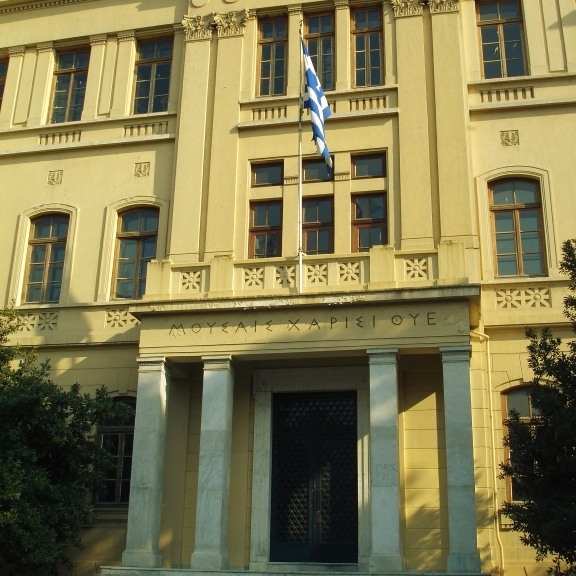
La facoltà di filosofia.

L'Università di Salonicco è divisa in Facoltà e Dipartimenti; la denominazione è differente da quella in Italia, per ragioni storiche, ma in greco le divisioni più grandi sono in genere chiamate "σχολές" (scuole), sono suddivise in "τμήματα" (dipartimenti) e, ancora, in "τομείς" (divisioni). L'università include 12 facoltà e 36 scuole;
- Facoltà di Agricoltura
- Facoltà di Odontoiatria
- Facoltà di Educazione
  - Corso di Educazione della scuola d'infanzia
  - Corso di Educazione primaria
- Facoltà di Ingegneria
  - Corso di Architettura
  - Corso di Ingegneria chimica
  - Corso di Ingegneria civile
  - Corso di Ingegneria informatica e Elettrotecnica
  - Corso di Ingegneria meccanica
  - Corso di Matematica, Fisica e Scienze computazionali
  - Corso di Topografia
  - Corso di Ingegneria della Pianificazione e dello Sviluppo urbano
- Facoltà di Arti decorative
  - Corso di Teatro
  - Corso di Cinema
  - Corso di Musica
  - Corso di Arti visive e applicate
- Facoltà di Silvicoltura e dell'Ambiente naturale
- Facoltà di Giurisprudenza, Economia e Scienze politiche
  - Corso di Economia
  - Corso di Giurisprudenza
  - Corso di Scienze politiche
- Facoltà di Medicina
- Facoltà di Scienze
  - Corso di Biologia
  - Corso di Chimica
  - Corso di Geologia
  - Corso di Informatica
  - Corso di Matematica
  - Corso di Fisica
- Facoltà di Filosofia
  - Corso di Lingua e Letteratura inglese
  - Corso di Lingua e Letteratura francese
  - Corso di Lingua e Letteratura tedesca
  - Corso di Lingua e Letteratura italiana
  - Corso di Storia ed Archeologia
  - Corso di Filologia
  - Corso di Filosofia e Pedagogia
  - Corso di Psicologia
- Facoltà di Teologia
  - Corso di Teologia ecclesiastica e sociale
  - Corso di Teologia
- Facoltà di Medicina Veterinaria
- Scuole indipendenti
  - Corso di Giornalismo e Mass Media
  - Corso di Farmacia
  - Corso di Educazione fisica e Scienze dello sport